# كيرك فليتشير
كيرك فليتشير (بالإنجليزية: Kirk Fletcher)‏ هو عازف قيثارة أمريكي، ولد في 23 ديسمبر 1975 في كومبتون في الولايات المتحدة.

## وصلات خارجية
- كيرك فليتشير على موقع ميوزك برينز (الإنجليزية)